# Villa Lysis

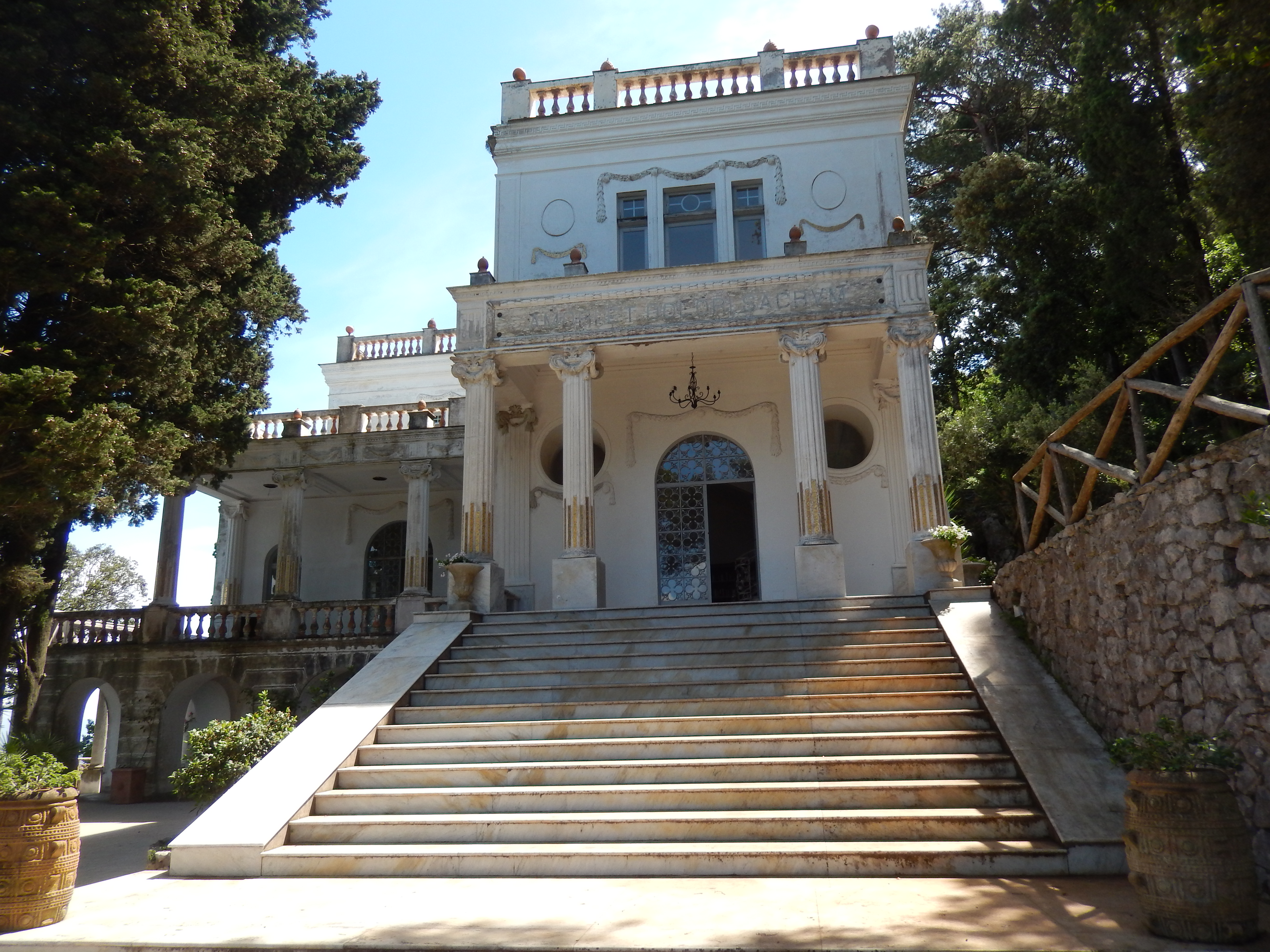
Villa Lysis, Eingangsbereich

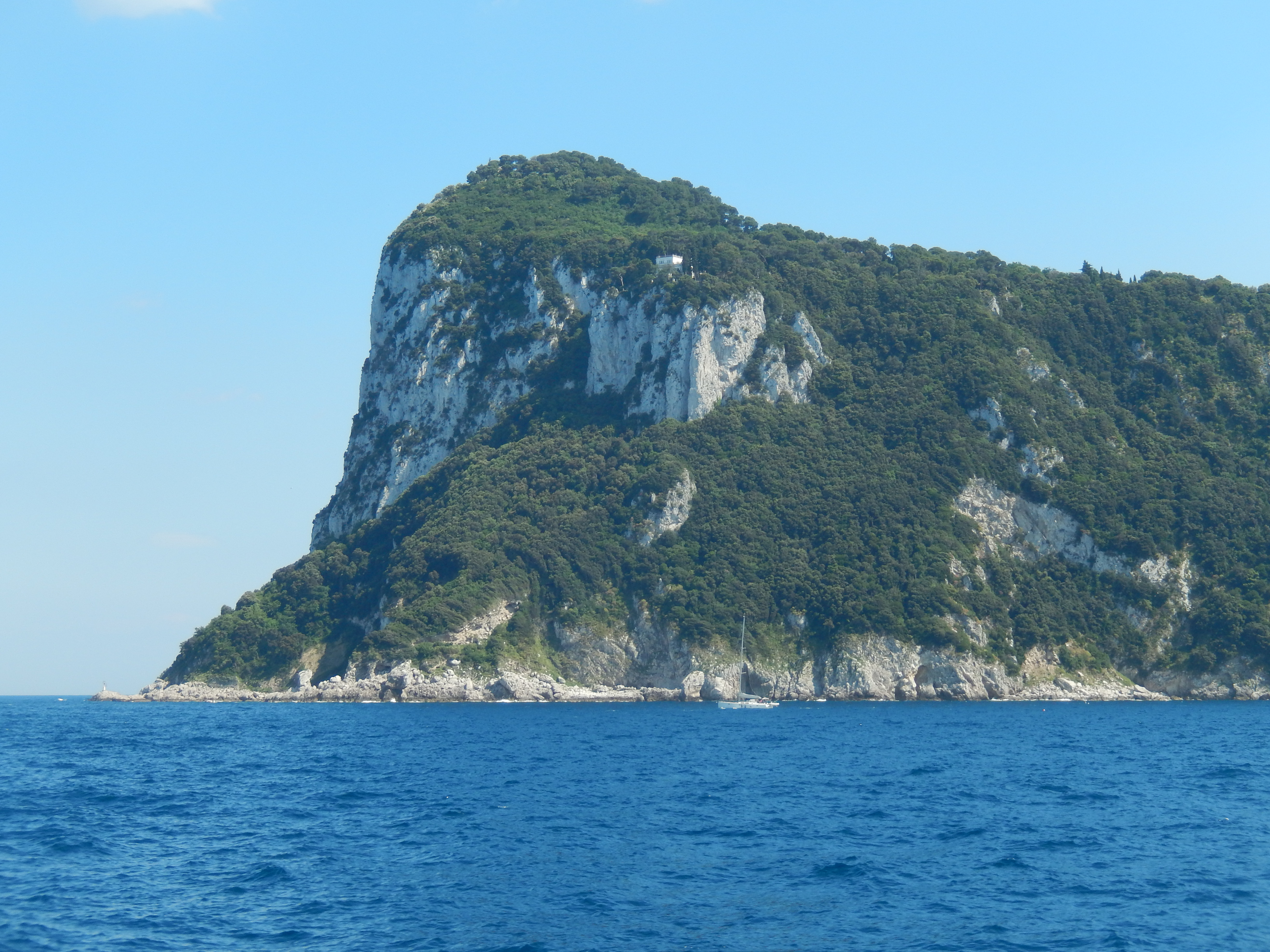
Nordostseite Capris mit der Villa Lysis über dem Felsen oberhalb der Bildmitte

Die Villa Lysis (auch Villa Fersen, ursprünglich La Gloriette) ist eine Villa auf der italienischen Insel Capri, die sich der französische Aristokrat und Schriftsteller Jacques d’Adelswärd-Fersen in den Jahren 1904 bis 1905 erbauen ließ. Sie ist heute mitsamt Garten zur Besichtigung zugänglich.

## Geschichte
Baron Jacques d’Adelswärd-Fersen (1880–1923) suchte nach einem Skandal wegen päderastischer Beziehungen zu Pariser Schuljungen einen neuen Ort. Er siedelte 1903 nach Capri um, wo er fortan mit seinem langjährigen Freund Nino Cesarini lebte. Er kaufte ein Stück Land auf der Kuppe eines Hügels im äußersten Nordosten der Insel in der Nähe der Ruinen der Villa Jovis. Sein Haus, das er anfangs Gloriette nannte, wurde schließlich Villa Lysis getauft in Bezug auf den platonischen Dialog Lysis, der von Freundschaft und homosexueller Liebe handelt.
Als Architekt der Villa Lysis wird meist Edouard Chimot angegeben, der sie mit Anklängen an Louis-seize und Jugendstil entwarf. Im Keller befindet sich ein großer Rauchsalon, in dem d’Adelswärd-Fersen sein Opium konsumierte und sich schließlich das Leben nahm. Eine lateinische Inschrift über dem Eingang lautet: AMORI ET DOLORI SACRUM – „Schrein der Liebe und des Kummers“. Die Villa war jahrzehntelang in schlechtem Zustand, aber dank einer Restaurierung in den frühen 2000ern, die vom Stadtrat von Capri initiiert wurde, ist sie nun für Touristen geöffnet.
Im Garten befindet sich eine Figur des Nino Cesarini, geschaffen vom Bildhauer Francesco Jerace (1853–1937).

## Garten

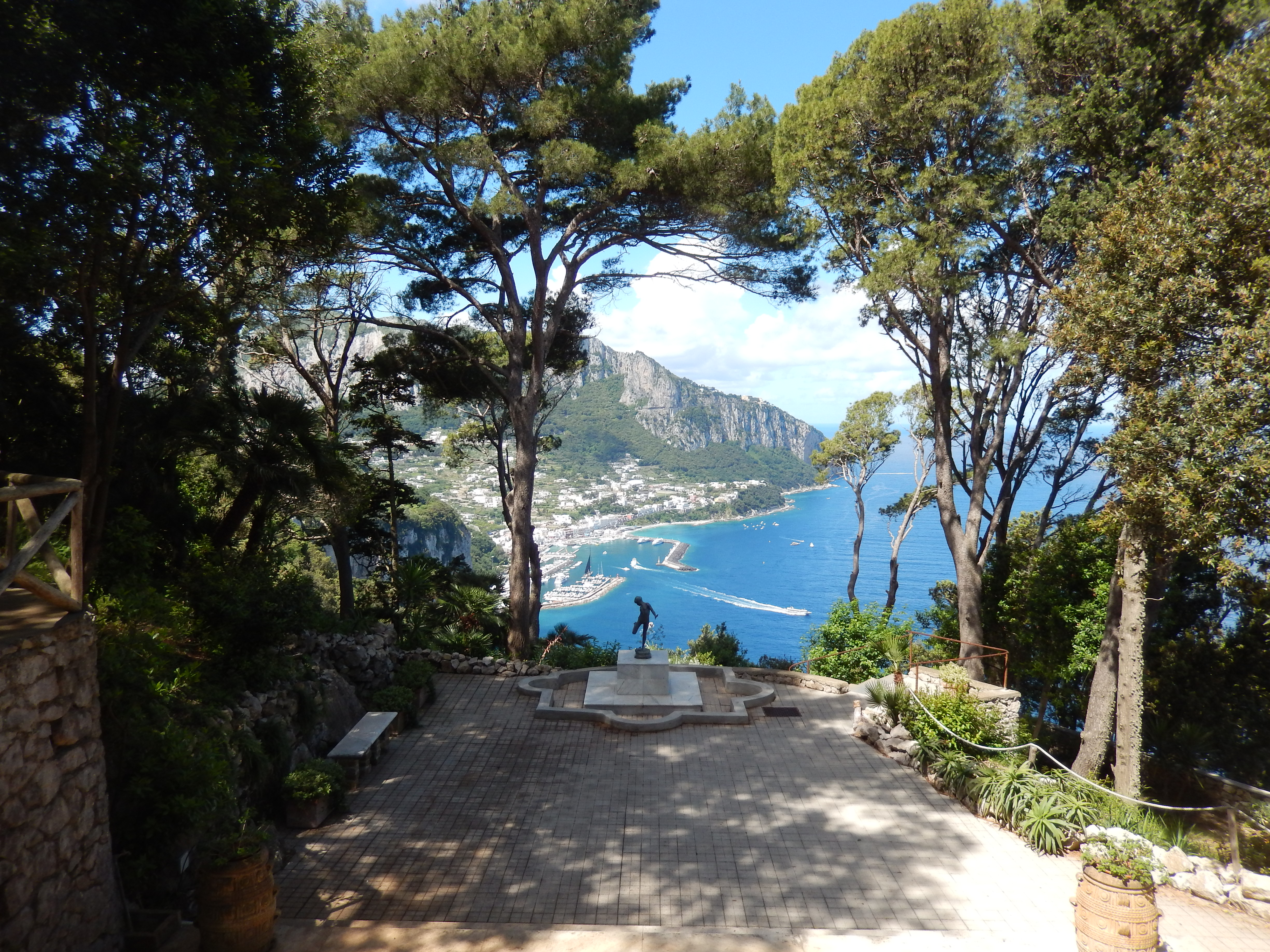
Blick vom Eingang auf eine Statue und die Marina Grande.

Der Garten wurde von Mimi Ruggiero gestaltet und bietet unter anderem mehrere Aussichtspunkte.

## Varia
Die Villa ist Vorbild eines Handlungsortes in Martin Mosebachs Roman Krass: der Villa Faraone, die von der Titelfigur und seiner Reisegruppe für einen Kauf besichtigt wird.   